# Giulia Leni
(Giulia Leni, Alla fine è rimasto solo un sogno)
Giulia Leni (Siena, 4 maggio 1995) è un'ex ginnasta italiana.

## Biografia
Giulia ha iniziato a praticare ginnastica artistica all'età di sette anni, insieme alle sue sorelle, presso la società Mens Sana 1871 di Siena. Basta una lezione, e la piccola si ritrova nella sezione agonismo, con l'allenatrice Beatrice Vannoni, che nel corso degli anni diventerà per lei sempre più importante, quasi una seconda mamma.

### Categoria Allieve e Junior
L'allenatrice Beatrice si accorge subito del talento di Giulia, che partecipa ai Campionati Nazionali Allieve già nel 2005 (8ª nel concorso generale) e nel 2006 (6ª al Concorso generale).
La Mens Sana inizia a collaborare con la Brixia: nel 2007, grazie anche agli allenamenti a Brescia sotto la supervisione di Enrico Casella, Giulia e la sua squadra vincono i campionati italiani di Serie C.
Nel 2008 Giulia diventa junior e affronta, come prestito alla Biancoverde Imola, il campionato italiano di Serie A1, facendosi notare soprattutto a parallele e corpo libero, i suoi attrezzi di punta.

#### 2009: l'esordio in nazionale
Nel 2009 arriva la prima convocazione in maglia azzurra per Giulia, nell'incontro amichevole Italia-Germania-Svizzera-Francia a Spergau in Germania: vince la medaglia d'oro a squadre, e si piazza all'ottavo posto nel concorso generale.
Durante l'anno partecipa al campionato di Serie A con la Brixia Brescia, vincendo lo scudetto, e conquista la medaglia d'argento al corpo libero ai Campionati italiani di categoria juniores 2ª fascia.
Nell'estate dello stesso anno partecipa alle Gymnasiadi a Doha, vincendo la medaglia d'argento a squadre.

#### 2010 e 2011: allenamenti a Milano
Nel 2010 Giulia viene convocata prima al Trofeo Città di Jesolo, dove vince la medaglia d'argento a squadre, poi viene convocata agli europei Juniores di Birmingham. L'Italia conquista il terzo posto sul podio dietro Russia e Romania; arriva la prima qualificazione in una finale individuale per Giulia, alle parallele asimmetriche, ma a causa di un errore finisce settima.
Durante l'anno decide di trasferirsi a Milano, al Centro Tecnico Federale, su consiglio della sua allenatrice Beatrice; partecipa così anche al docu-reality per MTV realizzato in quel periodo.
Rimane a Milano anche l'anno successivo, e partecipa alla serie A con la Gal Gym Team Linoxium. Durante un allenamento, a maggio, si rompe un braccio, e così torna a casa, a Siena, per la riabilitazione.

### 2012: categoria senior

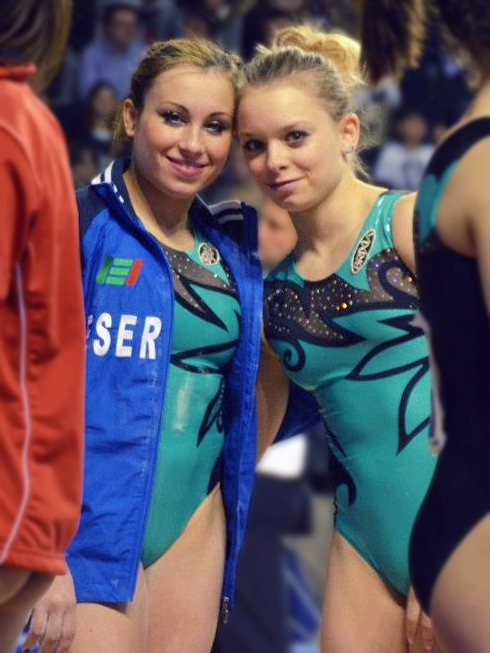
Vanessa Ferrari e Giulia Leni

Il 10 marzo partecipa alla prima tappa di Campionato A1 a Bari. La Brixia Brescia, società di cui fa parte Giulia, si posiziona al primo posto nella classifica a squadre (punteggio complessivo: 166,950) davanti alla Pro Lissone (159,250) e alla GAL Lissone (159,150). Individualmente compete su tre attrezzi: volteggio, dove con 14,100 punti ottiene il terzo punteggio più alto insieme a Carlotta Ferlito, parallele asimmetriche, dove con 14,000 punti arriva ancora terza e corpo libero (13,200).
Per la seconda tappa di Campionato A1 svoltasi a Firenze il 24 marzo, con un punteggio complessivo di 160.400, la Brixia Brescia arriva al secondo posto. Individualmente, Giulia svolge dei discreti esercizi in tutti e quattro gli attrezzi: 13,950 punti al volteggio, 13,800 punti alle parallele asimmetriche e 13,550 al corpo libero. Alla trave, dopo diversi sbilanciamenti, cade durante il salto d'uscita e ottiene solo 12,400 punti.
Partecipa al Trofeo Città di Jesolo del 31 marzo, competendo in tutti e quattro gli attrezzi e arrivando sedicesima nella classifica generale individuale (52,550 punti). Due cadute dalla trave le costano un misero 11,430. Buoni gli altri esercizi: 14,000 al volteggio, 13,750 alle parallele asimmetriche e 13,500 al corpo libero. L'Italia, con un punteggio complessivo di 224,250, chiude al secondo posto.
Il 21 aprile compete nella finale del Campionato di Serie A1, dove arriva al secondo posto insieme alla Brixia Brescia. Individualmente esegue una buona prestazione al volteggio (14,050 punti). Alle parallele asimmetriche cade e ottiene un 13,000 tondo mentre al corpo libero, a causa di un'uscita dalla pedana, ottiene 13,200 punti.
Il 16 giugno compete ai Campionati Assoluti di Catania, gareggiando solo alle parallele a causa di un problema muscolare. Con una buona prestazione vince la medaglia di bronzo di specialità (13,800 punti).

#### Il ritiro e il ritorno
Il 25 settembre, a 17 anni, dopo la delusione per non essere stata convocata ai Giochi Olimpici di Londra, annuncia il ritiro dalla carriera agonistica:
Amo ancora moltissimo la ginnastica, sono felice per tutte le emozioni che mi ha regalato ma voglio provare una nuova vita, forse la vita vera.»
(Giulia Leni, messaggio di abbandono dall'attività agonsitica)
A meno di un mese dal suo ritiro, insoddisfatta dalle prospettive della routine quotidiana nella sua Siena, Giulia si dà una seconda possibilità e torna ad allenarsi alla Brixia.

### 2013: Giochi del Mediterraneo e il definitivo ritiro

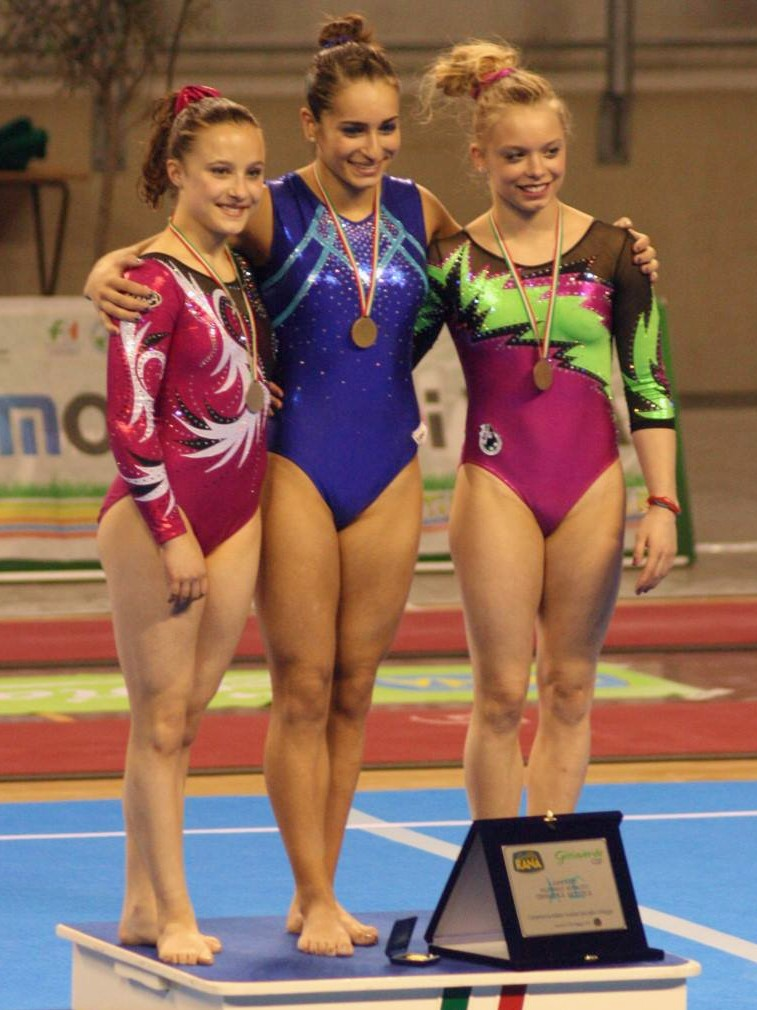
Il podio della finale al volteggio degli Assoluti di Ancona 2013: Arianna Rocca, Serena Bugani, Giulia Leni.

Il 9 febbraio partecipa alla prima tappa di Serie A1, ad Ancona: la Brixia si posiziona al secondo posto nella classifica a squadre (punteggio complessivo: 159.600) dietro alla GAL (161,500) e davanti alla Pro Lissone (156,950); individualmente compete solo in due attrezzi, svolgendo un buon esercizio al volteggio (13,800) ma cadendo durante l'esercizio al corpo libero (12,600 punti). Alla 4ª tappa compete solo al volteggio (14,000).
Alle finali di specialità degli Assoluti 2013 conquista tre medaglie di bronzo, a volteggio (13,750), parallele (13,200) e corpo libero (13,600).
Insieme a Vanessa Ferrari, Elisabetta Preziosa, Giorgia Campana e Chiara Gandolfi, viene scelta per partecipare ai XVII Giochi del Mediterraneo, a Mersin, dal 21 al 24 giugno. Questa è la sua prima convocazione in nazionale ad una competizione ufficiale (escludendo quindi il Trofeo Città di Jesolo). Compete al volteggio e alle parallele asimmetriche e vince l'oro con la squadra Italiana, che stacca di circa 7 punti la seconda classificata Francia. Riesce inoltre a qualificarsi per la finale al volteggio col sesto punteggio.. Il 24 giugno compete nella finale di specialità conquistando un'inaspettata medaglia di bronzo al volteggio con una media di 13,599 (13,866 il primo salto, 13,333 il secondo) che la spedisce sul primo podio internazionale della carriera, alle spalle dell'egiziana Fawda Mahmoud (14,250, portando in gara il Produnova) e della francese Johanna Cano. Giulia conferma così, anche all'interno di un contesto più importante, il terzo posto di specialità conquistato agli Assoluti di Ancona.
Al termine dell'amichevole Italia-Germania a Vigevano, Giulia annuncia il suo definitivo ritiro.
Si iscrive in seguito alla facoltà di medicina.

## Letteratura, spettacolo, televisione
Nel 2011 partecipa al programma televisivo Ginnaste - Vite parallele trasmesso da Mtv, un docu-reality che racconta la vita sportiva ed emotiva di sette adolescenti ginnaste che vivono, studiano e si allenano nel Centro Tecnico Federale di Milano, per prepararsi ai Mondiali di Tokyo 2011 e alle Olimpiadi di Londra 2012.
Il 21 dicembre 2012 è stato pubblicato il libro autobiografico di Giulia, intitolato Alla fine è rimasto solo un sogno, in cui descrive la propria carriera; culmina con l'amarezza per la mancata convocazione alle Olimpiadi del 2012, un sogno che aveva fin da bambina, e con la decisione di tornare a gareggiare. Il ricavato delle vendite è stato devoluto ad un'associazione di volontariato per assistenza e sostegno ai disabili di Siena.